# 咸安警察署
咸安警察署（ハマンけいさつしょ）は、慶南地方警察庁所管の警察署である。

## 管轄区域
- 咸安郡

## 沿革
- 1945年10月21日 - 国立警察発足
- 1950年7月6日- 咸安面から伽倻面（現：伽倻邑）に移転

## 組織
- 警務課
- 生活安全交通課
- 捜査課
- 情報保安課

## 管轄派出所
- 伽倻派出所
- 漆原派出所
- 郡北派出所
- 大山派出所
- 漆西派出所
- 咸安派出所
- 法守派出所

## 管轄治安センター
- 山仁治安センター
- 漆北治安センター
- 月村治安センター